# Knastmarathon Darmstadt
Der Knastmarathon Darmstadt ist ein Marathonwettbewerb in Darmstadt (Hessen), der auf dem Gelände eines Gefängnisses seit 2007 jährlich im April oder Mai stattfindet. Er entstand als Freizeitprojekt für Gefangene der Justizvollzugsanstalt Darmstadt; die Wettkampfteilnahme steht seit der ersten Veranstaltung auch fremden Läufern offen.
Der Knastmarathon Darmstadt wird auf einer nach DLV-Kriterien vermessenen Runde mit 1785 Metern Länge ausgetragen, die genau 24 mal zu laufen ist. Zum Zählen der Runden findet das Championchip-Verfahren Anwendung. Seit 2008 erreichten jeweils über 100 Läufer das Ziel. Beim Jahrgang 2011 wurden neben den Läufern aus mehreren Justizvollzugsanstalten 160 externe Teilnehmer zugelassen. Alle Läufer erhalten ein personalisiertes T-Shirt sowie nach Erreichen des Ziels eine Medaille.
Seit 2009 unterstützen mehrere Sponsoren den Lauf, der seit 2011 auch den Namen des Sportgetränks frubiase SPORT im offiziellen Titel führt.
Veranstalter ist der Sportverein SV Kiefer Darmstadt e. V., der 1992 zur Unterstützung des Sportangebots innerhalb der Justizvollzugsanstalt Darmstadt gegründet wurde.
Der bisher letzte Knastmarathon fand 2019 statt; der Lauf 2020 wurde aufgrund der Coronapandemie abgesagt. Seitdem fanden keine weiteren Läufe statt. 

## Statistik

### Streckenrekorde
- Männer: 2:38:23 h, Oliver Sebrandtke, 2012
- Frauen: 3:18:44 h, Chantal Cavin, 2017

### Siegerliste
Hervorhebungen: Streckenrekorde
| Jahr       | Männer              | Zeit (h) | Frauen                    | Zeit (h) |
| ---------- | ------------------- | -------- | ------------------------- | -------- |
| 13.05.2007 | Christian Radde     | 3:15:50  | Andrea Helmuth            | 3:54:31  |
| 18.05.2008 | Manfred Scherer     | 2:53:06  | Irene Psaier              | 3:22:48  |
| 17.05.2009 | Jens Grünthal       | 2:54:53  | Katja Benz                | 3:49:16  |
| 25.04.2010 | Markus Goebel       | 2:57:28  | Petra Weber-Göbig         | 3:49:28  |
| 15.05.2011 | Markus Goebel – 2 – | 2:47:45  | Petra Weber-Göbig – 2 –   | 3:26:46  |
| 20.05.2012 | Oliver Sebrandtke   | 2:38:23  | Patricia Kusatz           | 3:19:47  |
| 26.05.2013 | Alain Silverio      | 2:49:17  | Patricia Kusatz – 2 –     | 3:27:41  |
| 18.05.2014 | Matthias Stelzle    | 2:55:57  | Gabriele Kenkenberg       | 3:26:44  |
| 31.05.2015 | Rainer Hauch        | 3:00:34  | Gabriele Kenkenberg – 2 – | 3:25:58  |
| 22.05.2016 | Bernd Vörhinger     | 2:52:15  | Pamela Veith              | 3:21:26  |
| 21.05.2017 | Michael Ohler       | 2:54:16  | Chantal Cavin             | 3:18:44  |
| 27.05.2018 | Felix Mayerhöfer    | 2:54:43  | Judith Schoch             | 3:50:57  |